# 試航

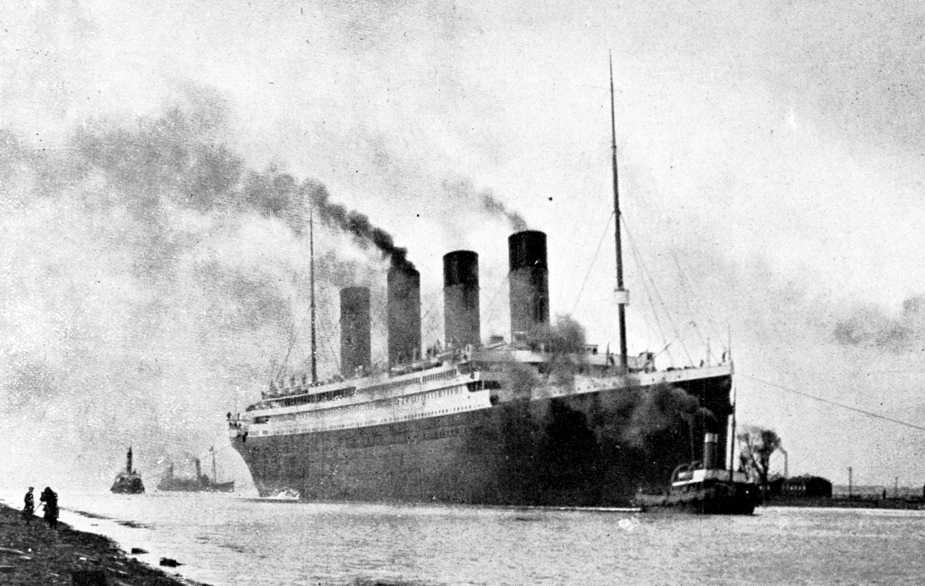
泰坦尼克号離開贝尔法斯特進行試行

試航又稱海试，是指新建成的船舶（包括小艇、輪船和潜艇）的海上测试阶段。試航通常是船舶建造的最后阶段。新船只試航期間會在开阔水域航行，而且航行時間短則為期数小时，長則為期数天。
进行海上測試的目的是为了衡量船舶的性能和适航性。在此期間通常人們要对船舶的速度、机动性、船上设备和安全性进行测试。試航成功後船舶便能獲得船東的验收認證。